# René Isidoro García
René Isidoro García Alvarado (nació el 4 de abril de 1961 en San Luis Potosí, México), es un exfutbolista y entrenador mexicano. 
Jugaba como atacante; debutó en el Atlético Potosino y se retiró con los Tuzos del Pachuca.
Ha sido auxiliar técnico de Segio Bueno, Benjamín Galindo, Robert Siboldi, Rubén Omar Romano, José Luis González "China", Tomás Boy, Joaquín Moreno y José Saturnino Cardozo. Entre el 2018 y 2019, dirigió al cuadro Sub-20 de los Tiburones Rojos del Veracruz. 

## Trayectoria

### Futbolista
| Club                                  | País   | Año           |
| ------------------------------------- | ------ | ------------- |
| Atlético Potosino                     | México | 1985-1988     |
| Atlante                               | México | 1988-1989     |
| Atlas                                 | México | 1989-1990     |
| Correcaminos de la UAT                | México | 1990-1991     |
| Atlante                               | México | 1991-1994     |
| Tampico Madero FC - TM Gallos Blancos | México | 1994-1995     |
| Club Puebla                           | México | 1995-1996     |
| Pachuca                               | México | Invierno 1996 |

### Entrenador
| Club                | País   | Año           |
| ------------------- | ------ | ------------- |
| Atlético Chiapas    | México | Invierno 2001 |
| Atlante             | México | 2006          |
| Jaguares de Chiapas | México | 2007-2008     |
| Atlante             | México | Apertura 2010 |
| San Luis FC         | México | Clausura 2012 |
| Colima FC           | México | 2020          |

## Palmarés

### Futbolista
| Título                             | Club    | País   |
| ---------------------------------- | ------- | ------ |
| Primera División de México 1992-93 | Atlante | México |